# Stephansplatz station
Stephansplatz station är en tunnelbanestation i Neustadt och Hamburgs innerstad samt trafikeras av tunnelbanans linje U1. I stationens närområde ligger järnvägsstationen Bahnhof Hamburg Dammtor, Stephansplatz, Planten un Blomen och affärsgatan Colonnaden. Stationen öppnade 1929.

## Bilder

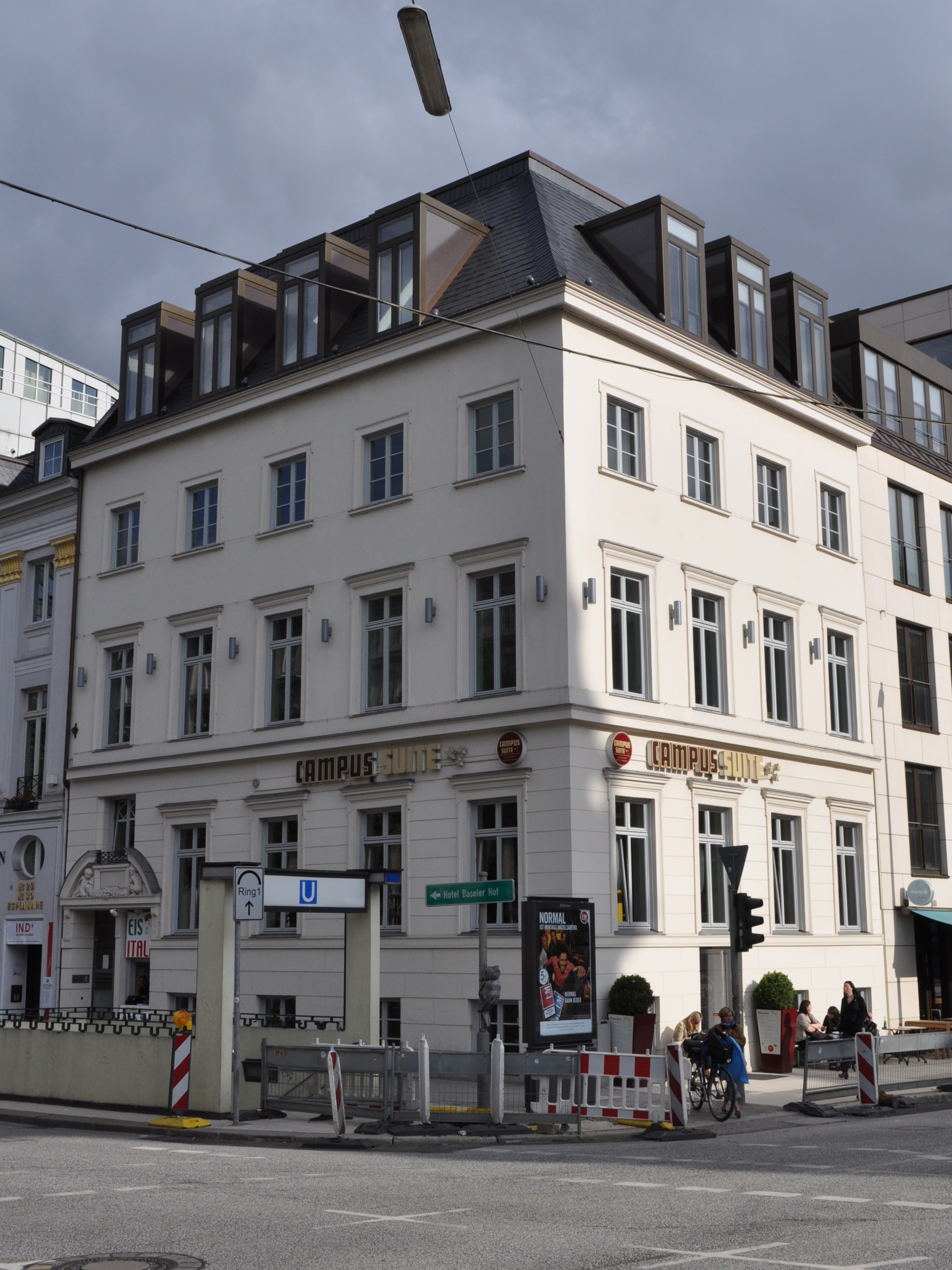
Entré nära Colonnaden
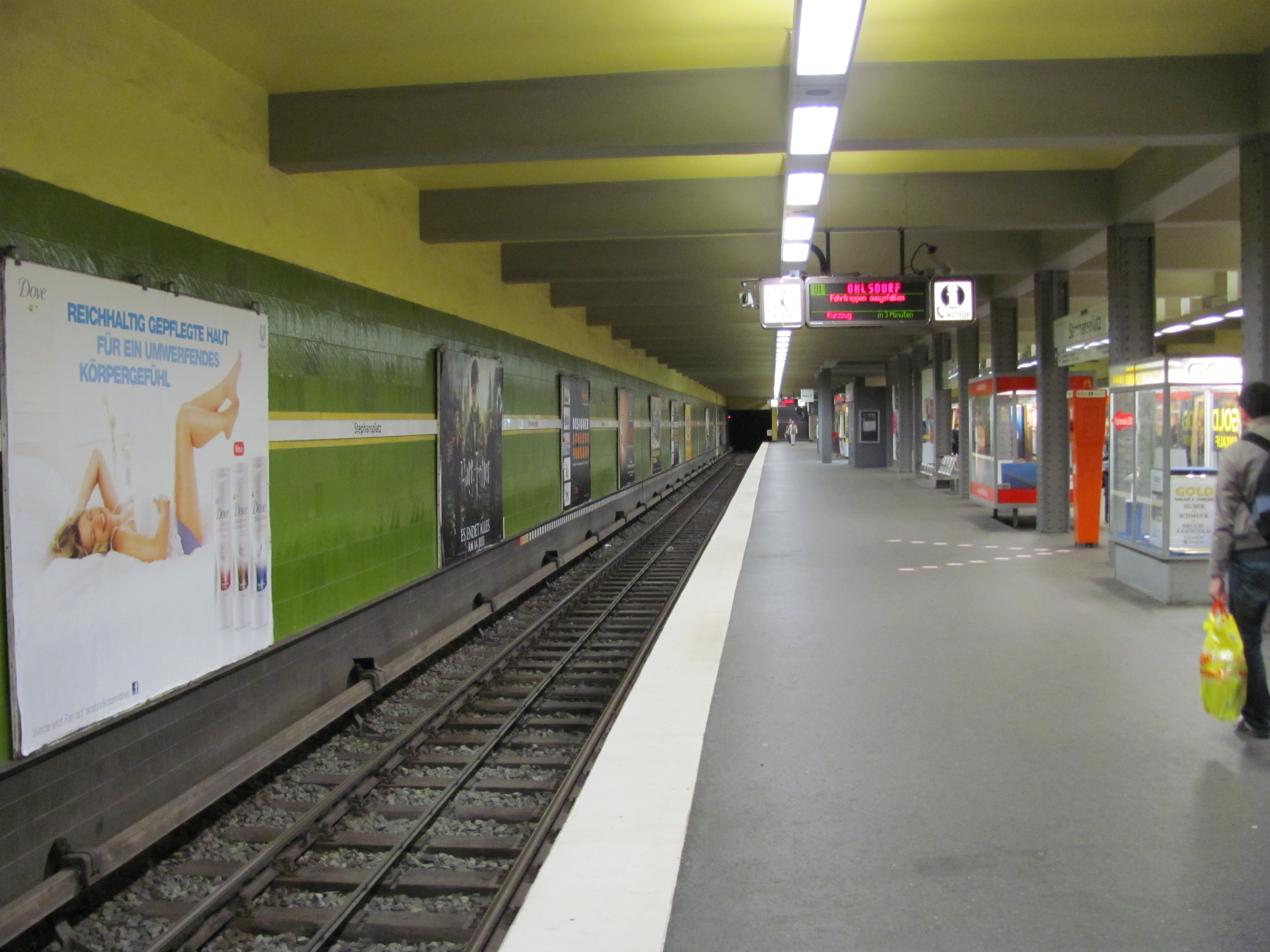
Perrongen på Stephansplatz
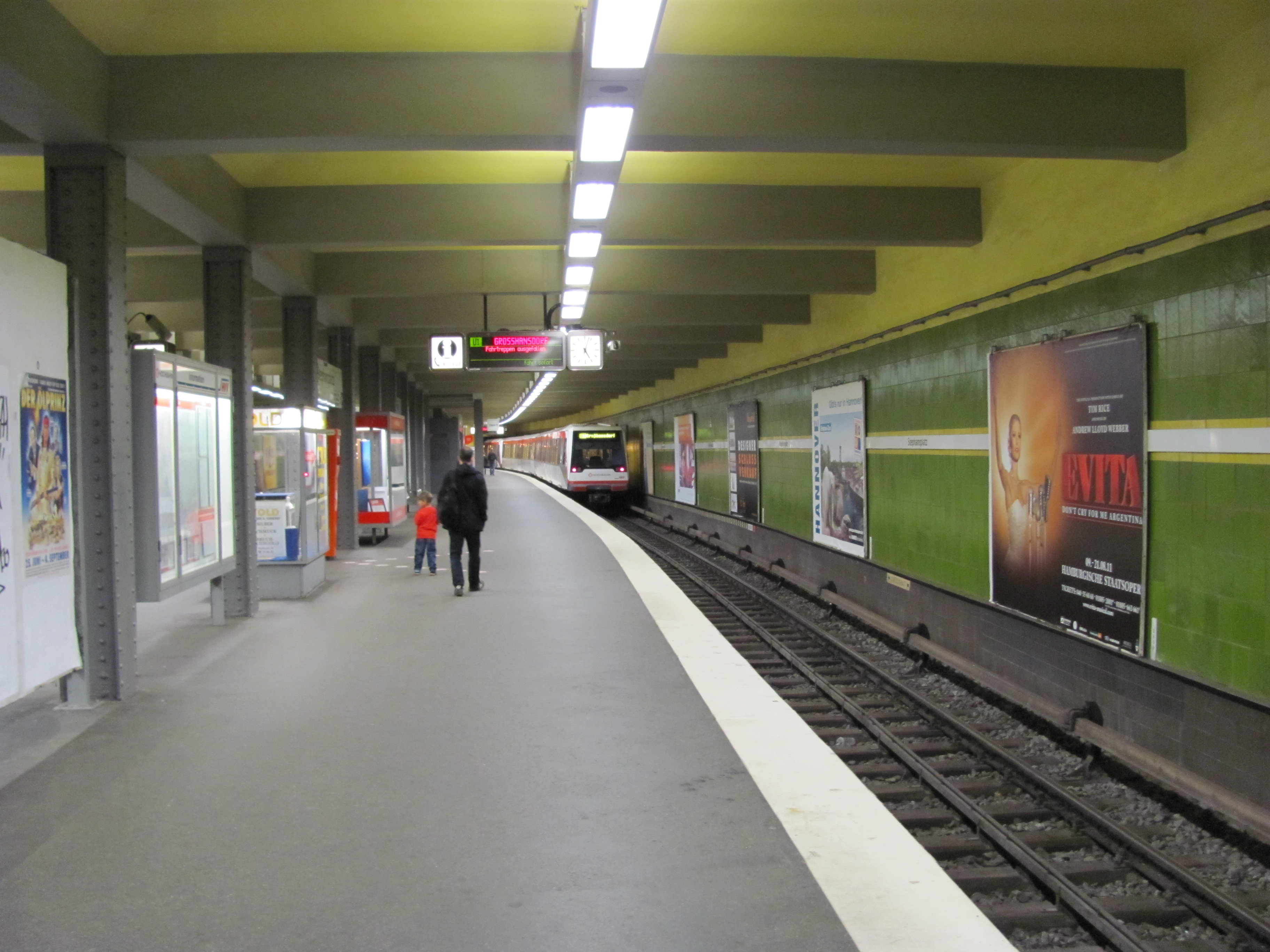
Perrongen